# Enrique Allende
Enrique Allende Allende bio je baskijsko-španjolski poduzetnik i političar.  Bio je zastupnik u parlamentu između 1905 i 1910 iz redova Konzervativne stranke, a godine 1903. postao je prvi predsjednik Club Atlético de Madrid.

## Biografíja
Enrique Allende Allende je rođen u Bilbau u 1877. Njegov otac, Tomas Allende y Alonso je bio jedan od pokretača industrijske proizvodnje ugljena tvrtke Sabero i senator Leona 1896. Enrique Allende je zadržao sličnu djelatnost, u razvoju poslovnih projekata u Leonu, gdje je stekao koncesiju za uskotračnu željeznice godine 1900 i kroz sudjelovanje u tvrtki Sociedad Oeste de Sabero.
26. travnja 1903 nekoliko baskijskih studenata iz Escuela Superior de Minas  dogovorili su da se formira nogometni klub u Madridu, kao "podružnica"  kluba Athletic Bilbao, koji će se zvati Athletic Club de Madrid, danas Atlético Madrid.  Enrique Allende je izabran za prvog predsjednika, na prijedlog Ricarda Gondre, iako on nije bio uključen u taj projekt, davši brzo ostavku i ostavljajući vodstvo   Eduardu Achi.

Godine 1905. bio je izabran za poslanika parlamenta za okrug   Riano (Leon) formirajući Konzervativne stranke, položaj koji će zadržati do 1910.
Enrique Allende Allende preminuo je u Madridu 4. siječnja 1931.